# Taybeh Beer
Taybeh Beer is een Palestijns blond bier. Het wordt gebrouwen door de Taybeh Brouwerij te Taybeh op de Westelijke Jordaanoever.
Het bier wordt gebrouwen op traditioneel Duitse wijze en betekent heerlijk in het Arabisch.

## Geschiedenis
Voor 2000 werd het bier verkocht aan settlers op de Westelijke Jordaanoever en Israëlische soldaten. Het bier was zelfs officieel goedgekeurd als koosjer. Na de Tweede Intifada werd het moeilijker voor het rabbinaat om controleurs te sturen waardoor het bier zijn certificaat opnieuw verloor.

## Variëteiten
- Golden (5,20%)
- Amber (5,50%)
- Dark (6%)
- Light (3,5%), eenmalig gebrouwen in 2000